# تقویت‌کننده هدایت‌انتقالی با تفاضل‌گیری جریان

نمودار بلوکی سی‌دی‌تی‌ای.

تقویت‌کننده هدایت‌انتقالی با تفاضل‌گیری جریان (سی‌دی‌تی‌ای) (به انگلیسی: Current differencing transconductance amplifier) یک عنصر مداری فعال جدید است.

## ویژگی‌ها
سی‌دی‌تی‌ای عاری از خازن‌های ورودی پارازیتی نیست و به‌دلیل عملکرد حالت‌جریانی می‌تواند در محدوده فرکانس وسیعی کار کند. برخی از کاربردهای حالت ولتاژ و جریان با استفاده از این عنصر قبلاً در مقالات‌علمی گزارش شده است، به ویژه در زمینه فیلتر فرکانس: فیلترهای مرتبه بالاتر عمومی، مدارهای دومجذوری، بخش‌های تمام‌گذر، ژیراتورها، شبیه‌سازی اندوکتانس‌های زمین‌شده و شناور و ساختارهای نردبانی LCR. مطالعات دیگر نوسان‌سازهای فرکانس بالا مبتنی‌بر سی‌دی‌تی‌ای را پیشنهاد می‌کنند. کاربردهای غیرخطی سی‌دی‌تی‌ای نیز انتظار می‌رود، به ویژه یکسوسازهای دقیق، اشمیت تریگرها در حالت‌جریانی برای اهداف اندازه‌گیری و تولید سیگنال، ضرب‌کننده‌های حالت‌جریان و غیره.

## کارکرد اساسی
عنصر سی‌دی‌تی‌ای با نماد طرح‌واره آن در شکل ۱ دارای یک جفت ورودی جریانی امپدانس‌پایین p, n و یک پایانه کمکی z است که جریان خروجی آن تفاضل جریان‌های ورودی است. در اینجا، جریان‌های پایانه خروجی از نظر بزرگی برابر هستند، اما در جهت مخالف جریان دارند و حاصلضرب هدایت‌انتقالی ({\displaystyle gm\,}) و ولتاژ در پایانه z اندازه آنها را می‌دهد؛ بنابراین، این عنصر فعال را می‌توان با معادلات زیر مشخص کرد:
1. {\displaystyle Vp=Vn=0\,} ،
2. {\displaystyle Iz=Ip-In\,} ،
3. {\displaystyle Ix+=gm.Vz\,} ،
4. {\displaystyle Ix-=-gm.Vz\,} .

که اینجا {\displaystyle Vz-=Iz.Zz\,} و {\displaystyle Zz\,} امپدانس خارجی متصل به پایانه z سی‌دی‌تی‌ای است. سی‌دی‌تی‌ای را می‌توان ترکیبی از یک واحد تفاضل‌گیری جریان به دنبال تقویت‌کننده هدایت‌انتقالی عملیاتی با دو خروجی (DO-OTA) در نظر گرفت. در حالت ایده‌آل، OTA به عنوان یک منبع جریان کنترل شده با ولتاژ ایده‌آل در نظر گرفته می‌شود و می‌توان آن را با {\displaystyle Ix=gm.(V+-V-)\,} توصیف شود، که در اینجا Ix جریان خروجی است، {\displaystyle V+\,} و {\displaystyle V-\,} به ترتیب ولتاژ ورودی ناوارون و وارون OTA را نشان می‌دهد. توجه داشته باشید که gm تابعی از جریان بایاس است. هنگامی که این عنصر در سی‌دی‌تی‌ای استفاده می‌شود، یکی از پایانه‌های ورودی آن به زمین متصل می‌شود (به عنوان مثال، {\displaystyle V-=0\;V\,}). با در دسترس بودن خروجی دوتایی، شرط {\displaystyle Ix+=-Ix-\,}  فرض می‌شود.